# Napoléon Charles Bonaparte, 5. kníže z Canina
Napoléon Charles Bonaparte, 5. kníže z Canina (Napoléon Charles Grégoire Jacques Philippe; 5. února 1839, Řím – 11. února 1899) byl syn Charlese Luciena Bonaparta a jeho manželky Zénaïde Bonaparte.

## Život a kariéra
Napoléon Charles sloužil ve francouzské armádě a zažil francouzskou intervenci v Mexiku a prusko-francouzskou válku, která měla za následek pád Druhého Francouzského císařství jeho bratrance, císaře Napoleona III.
25. listopadu 1859 se jako jednadvacetiletý v Římě oženil s o tři roky mladší Marií Kristýnou Ruspoli, nejstarší dcerou Giovanniho Nepomucena Ruspoliho, 5. knížete z Cerveteri. S manželkou měl Napoléon Charles tři dcery:
- Zénaïde Evženie Bonaparte (29. září 1860 – 14. září 1862)
- Marie Bonaparte (10. prosince 1870 – 1947), ⚭ 1891 Enrico Gotti (18. července 1867 – 6. června 1920)
- Evženie Bonaparte (6. září 1872 – 1. července 1949), ⚭ 1898 Léon Napoléon Ney (11. ledna 1870 – 21. října 1928, kníže moskevský, rozvedli se v roce 1903

19. listopadu 1895 se stal Napoléon Charles po smrti svého staršího bratra Luciena 5. knížetem z Canina a Musignana. Jeho dědicem byl bratranec Roland Bonaparte, který však titul 6. knížete z Canina a Musignana nikdy nepřijal.